# Holtum (Geest)
Holtum (Geest) – in der Langform: Holtum auf der Geest – ist eine von 17 Ortschaften der Gemeinde Kirchlinteln in Niedersachsen.

## Lage
Holtum befindet sich ungefähr 10 Kilometer nördlich von Verden (Aller), 15 Kilometer südwestlich von Rotenburg (Wümme) und 30 Kilometer östlich von Bremen. Es liegt im Landkreis Verden unmittelbar an der Grenze zum Landkreis Rotenburg (Wümme).
Zu Holtum gehören außerdem noch Wedehof an der Kreisstraße 11 nach Süderwalsede sowie Heidkrug und Steinberg an der Bundesstraße 215. Von Norden ausgehend im Uhrzeigersinn grenzt Holtum an folgende Nachbarortschaften:
- Eversen (Gemeinde Ahausen, Samtgemeinde Sottrum, Landkreis Rotenburg (Wümme))
- Süderwalsede (Gemeinde Westerwalsede, Samtgemeinde Bothel, Landkreis Rotenburg (Wümme))
- Deelsen (Gemeinde Kirchlinteln)
- Scharnhorst (Stadt Verden)
- Walle (Stadt Verden)
- Völkersen (Flecken Langwedel)

## Geographie
Geprägt ist die Landschaft von den welligen Höhenrücken der Achim-Verdener Geest, die ihrerseits den Südwestrand der Stader Geest bildet. Im Wald nahe Holtum ist am Funkturm die höchste Erhebung im Landkreis Verden zu finden. Holtum liegt auf einer Wasserscheide. Im Norden entwässert das bis an den Ortskern heranreichende Holtumer Moor über den Everser Bach zur Wümme. In diesem Bereich hat Holtum somit Anteil an der Wümmeniederung. Etwa einen Kilometer südlich von Holtum entspringt der zur Aller entwässernde Halsebach, zu dem die südlichen Teile der Ortschaft, insbesondere im Bereich der dortigen Neubausiedlung, entwässern, und der heute wegen der Grundwasserentnahme häufig trockenfällt.

## Geschichte
Das Dorf Holtum (Geest) wurde im Jahr 935 zusammen mit einigen benachbarten Dörfern (Holtebüttel, Völkersen, Nindorf, Walle, Ritzenbergen, Dauelsen) erstmals in einer Urkunde Heinrichs I. erwähnt. Etliche archäologische Funde deuten aber darauf hin, dass der Ort schon wesentlich früher besiedelt wurde.
Der Ort teilte das Schicksal des Territoriums Verden und gelangte mit diesem nach dem Dreißigjährigen Krieg für einige Jahre unter schwedische Herrschaft. Nach einem kurzen dänischen Intermezzo wurde Holtum Bestandteil Kurhannovers, des späteren Königreichs Hannover, das seinerseits 1866 von Preußen annektiert wurde. Hier gehörte es zum Regierungsbezirk Stade, der das Elbe-Weser-Dreieck umfasste. 1928 wurde die durch die Gemarkung Holtum führende Eisenbahnstrecke von Rotenburg (Wümme) über Verden (Aller) nach Minden gebaut, an der auch ein heute nicht mehr im Personenverkehr betriebener Bahnhof eingerichtet wurde. Nach dem Zweiten Weltkrieg gehörte Holtum zum Land Hannover, das 1946 im Land Niedersachsen aufging.
Nach dem Krieg siedelten viele Flüchtlinge und Heimatvertriebene in Holtum, so dass sich die Einwohnerzahl nahezu verdoppelte. Am 1. Juli 1972 wurde Holtum (Geest) nach Kirchlinteln eingemeindet. Seit 2000 entstand südlich von Holtum zwischen den Straßen „Zum Grünen Moor“, „Hinterm Buschhof“ und dem „Föscheberg“ eine Neubausiedlung.

## Politik
Ortsvorsteherin ist Helma Rippe. Erster Stellvertretender Ortsvorsteher ist der Politiker Timo Degenhard. (Bündnis 90/Die Grünen). Bisher erreichte die CDU bei Wahlen hohe Stimmenanteile, gefolgt von der SPD und der AfD.

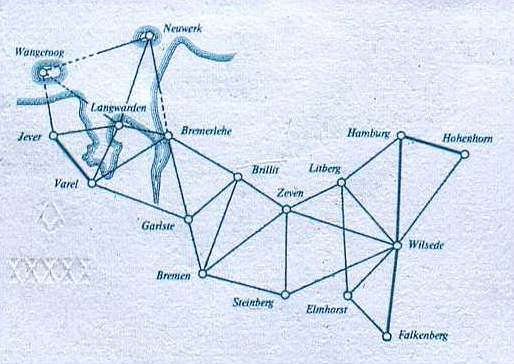
Ausschnitt der 10-Deutsche-Mark-Note mit dem Steinberg bei Holtum als Messpunkt

## Der Steinberg als Vermessungspunkt und auf dem 10-DM-Schein
Westlich von Holtum liegt der 74 m hohe Steinberg. 1825 diente er Carl Friedrich Gauß bei der Landesaufnahme des Königreichs Hannover als Messpunkt.
Auf dem Steinberg (52° 59′ 53″ N, 9° 16′ 13″ O) steht der 134 Meter hohe Fernmeldeturm (Typenturm FMT 2/73) „Verden-Walle“ der Deutschen Telekom AG in Stahlbetonbauweise. Er ähnelt dem Fernmeldeturm Wahnbek.

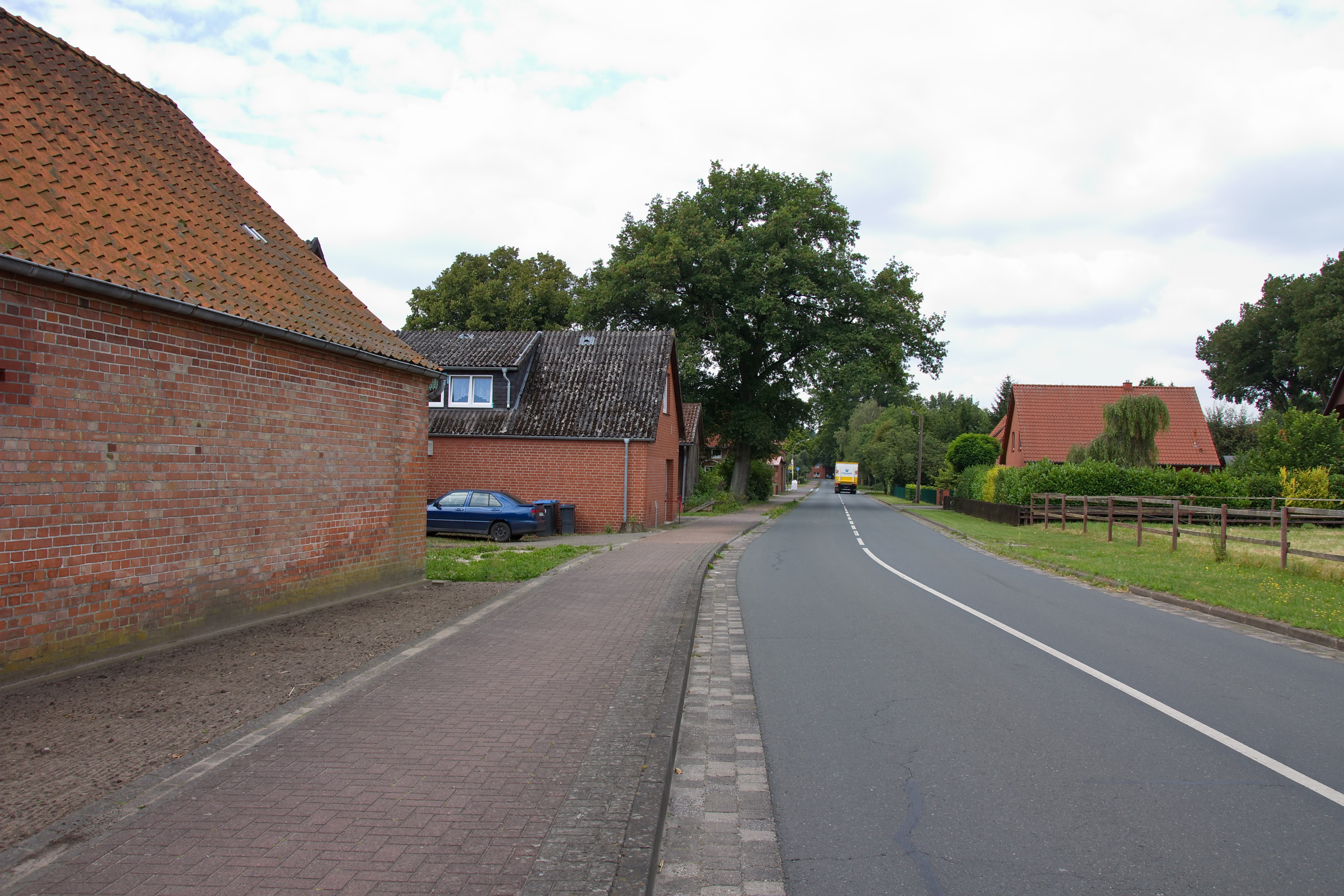
Ortsbild

## Kultur und Sehenswürdigkeiten
- Windmühle.
- Naturdenkmäler sind das Holtumer Moor und die Waldgebiete Wedeholz und Botterbusch.
- Regelmäßige Veranstaltungen des Dorfes sind das Erntefest, das Schützenfest, das Osterfeuer am Karsamstag und am 1. Mai der Flohmarkt des Fördervereins des Kindergartens Holtum (Geest)

## Vereine
An Vereinen gibt es in Holtum (Geest) eine Ortsfeuerwehr der Freiwilligen Feuerwehr Kirchlinteln, den TSV Holtum (Geest), den Schäferhundverein Holtum (Geest), den Heimat- und Kulturverein Holtum (Geest), den NABU Holtum (Geest), den Schützenverein Holtum (Geest) und den Förderverein Kindergarten Holtum (Geest).

## Wirtschaft und Verkehr
In Holtum gibt es einen Bäcker, einen Installationsbetrieb, einen Landmaschinenbetrieb, ein Bestattungsunternehmen sowie einen Kindergarten. Gastronomie befindet sich etwas außerhalb im Ortsteil Heidkrug an der Bundesstraße 215.
Es bestehen Kreisstraßen nach Verden-Walle, Süderwalsede und Kirchlinteln sowie eine Verbindungsstraße zur Bundesstraße 215, die Rotenburg (Wümme) über Verden (Aller) und Nienburg/Weser mit Minden in Nordrhein-Westfalen verbindet und die 3 Kilometer nordwestlich von Holtum die Ortsteile Heidkrug und Steinberg durchquert. Die Autobahnabfahrt Verden-Nord an der Bundesautobahn 27 befindet sich rund 4 Kilometer südlich von Holtum bei Walle, so dass eine gute Straßenanbindung nach Bremen gegeben ist. Holtum ist durch Linienbusse an die Kreisstadt Verden und an Rotenburg (Wümme) sowie im Schülerverkehr an den Kernort Kirchlinteln angebunden. Früher besaß der Ort einen Bahnhof an der Bahnstrecke Verden–Rotenburg (Weser-Aller-Bahn), der noch heute als Betriebsbahnhof fungiert. Die nächsten Bahnhöfe befinden sich in Verden (Aller), Langwedel und Rotenburg (Wümme). In näherer Zukunft ist der durchgehend zweigleisige Ausbau der durch Holtum verlaufenden Eisenbahnstrecke geplant, was zur Beseitigung der vorhandenen höhengleichen Bahnübergänge und damit verbunden zu einer veränderten Führung der Kreisstraßen im Raum Holtum führen soll.